# 472235 Zhulong
472235 Zhulong este o planetă minoră (Obiect transneptunian) din Obiect transneptunian. A fost descoperită pe 4 aprilie 2014 la Haleakalā Observatory⁠(d) de Pan-STARRS⁠(d) și a fost numită după Zhulong⁠(d). 
Obiectul prezintă o orbită caracterizată de o semiaxă mare de 54,973843238119 de UAi, o excentricitate de 0,415, o înclinație de 0,806 ° în raport cu ecliptica.